# Plastikkirurgi
Plastikkirurgi er kirurgi, der genskaber eller forbedrer kroppens udseende. Udtrykket kommer fra det græske ord plastikos, som betyder at forme eller at skabe, og har således ikke noget med materialet plastik at gøre.
Den moderne plastikkirurgi blev primært startet af britiske krigskirurger under og efter 1. verdenskrig i forbindelse med den, indtil da, helt utilstrækkelige behandling af det store antal soldater med svære vansiringer. Dengang gik de fleste plastikkirurgiske operationer ud på at dække et sår med ny hud, som først skulle formes og tilpasses. Deraf navnet. Plastikkirurgien er også det speciale som beskæftiger sig med behandlingen af brandsår.

## Kategorier
Plastikkirurgi opdeles i kategorierne rekonstruktionskirurgi og Kosmetisk behandling.

### Rekonstruktionskirurgi
Rekonstruktionskirurgi er plastikkirurgi, der udføres på abnormiteter, som skyldes en medfødt defekt, udviklingsfejl, traume, infektion, tumor eller sygdom. Som udgangspunkt udføres rekonstruktionskirurgi for at forbedre en funktion, men også for at skabe et tilnærmelsesvis normalt udseende. De fleste indgreb i denne kategori bliver i Danmark betalt af den offentlige sygesikring.

### Kosmetisk kirurgi
Kosmetisk kirurgi (også kaldet æstetisk kirurgi) er plastikkirurgi, hvor den afgørende indikation er det kosmetiske hensyn, altså patientens eget ønske om et forbedret udseende. Som udgangspunkt dækkes kosmetisk kirurgi ikke af den offentlige sygesikring.
Når vi i dag omtaler plastikkirurgi, er det som regel kosmetisk kirurgi og andre kosmetiske behandlinger, vi tænker på. De mest populære kosmetiske operationer i Danmark er ansigtsløftning, brystforstørrelse, øjenlågskirurgi, brystløft, fedtsugning og abdominalplastik (opstramning af maveskind)
De fleste plastikkirurgiske operationer udføres af en speciallæge i plastikkirurgi.